# Parti tukán
A parti tukán (Ramphastos brevis) a madarak (Aves) osztályának harkályalakúak (Piciformes) rendjébe, ezen belül a tukánfélék (Ramphastidae) családjába tartozó faj.

## Előfordulása
Dél-Amerika nyugati tengerpart közeli részén, Panama, Kolumbia és Ecuador területén honos.

## Megjelenése
Testhossza 46-48 centiméter, testtömege 360-480 gramm. Csőre sárga és fekete színű.

## Életmódja
Gyümölcsökkel táplálkozik.

## Szaporodása
Egy fészekalj 3–4 tojásból áll, melyen 16 napig kotlik.